# Лантюг
Лантю́г (рос. Лантюг) — селище у складі Нікольського району Вологодської області, Росія. Входить до складу Кемського сільського поселення.

## Населення
Населення — 23 особи (2010; 119 у 2002).
Національний склад (станом на 2002 рік):
- росіяни — 97 %